# Union Label Group
 (avril 2021).
Si vous disposez d'ouvrages ou d'articles de référence ou si vous connaissez des sites web de qualité traitant du thème abordé ici, merci de compléter l'article en donnant les références utiles à sa vérifiabilité et en les liant à la section « Notes et références ».
Union Label Group est un Label indépendant basé à Montréal, Québec. Il a été formé par la fusion de plusieurs labels plus petits dans le but de partager leurs ressources; Stomp Records, Union 2112 Records et Tyrant Records. Le groupe Mayday! Records a aussi été créé plus tard.

## Histoire
À l'origine, Stomp Records est un Label indépendant basé à Montréal, Québec. Fondé en 1994 par Matt Collyer, du groupe The Planet Smashers, le label se spécialise en ska. Il est initialement fondé dans le seul but de produire All-Skanadian Club Volume 1, une compilation ska de groupes canadiens. Par la suite, The Planet Smashers sortent leur premier album éponyme.
En 2000, Stomp Records fusionne avec 2112 Records, un label de Montréal qui se spécialise en punk rock, pour former Union 2112 Records. Union 2112 continue dans la direction de 2112, en produisant du punk, et Stomp continue de produire du ska. La fusion inclut aussi Tyrant Records, qui sera dissous plus tard. Tyrant Records se concentrait sur le mod, le garage rock et la new wave.
Ensemble, Stomp Records et Union 2112 Records ont formé Union Label Group. Mayday! Records fait maintenant aussi partie de Union Label Group, ils sont dédiés au street punk canadien. Actuellement, ils ont seulement The Ripcordz sur leur liste.

## Fusions
- Stomp Records

Fondé en 1994 par Matt Collyer, du groupe The Planet Smashers. Le groupe se spécialise en ska.
- Union 2112 Records

En 2000, Stomp Records fusionne avec 2112 Records, un autre label punk rock montréalais, pour former Union 2112 Records.
- Tyrant Records

Tyrant Records se concentrait sur le mod, le garage rock et la new wave. Le groupe est maintenant dissous.
- Mayday! Records

Ils sont dédiés au street punk canadien

## Artistes
- Ann Beretta
- Bedouin Soundclash
- Belvedere
- Big D And The Kids Table
- Buck-O-Nine
- Captain Everything!
- Ceremonial Snips
- Down By Law
- Eric Panic
- Fifty Nutz
- Flashlight Brown
- Gangster Politics
- General Rudie
- Jah Cutta
- Jesse James
- JFK & The Conspirators
- Misconduct
- Nicotine
- Penelope
- Reset
- Ripcordz
- Saint Alvia
- Skavenjah
- Snitch
- Snuff
- Subb
- The Expos
- The Flatliners
- The Frenetics
- The Johnstones
- The Kingpins
- The Know How
- The Gamblers
- The One Night Band]
- The Peacocks
- The Planet Smashers
- The Real Deal
- The Resistance
- The Riptides
- The Toasters
- Westbound Train
- Whole Lotta Milka